# Liste des monuments aux morts dans le Pas-de-Calais
Pour un article plus général, voir Liste des œuvres d'art du Pas-de-Calais.
Cet article vise à recenser les monuments aux morts dans le Pas-de-Calais, en France.

## Liste
Les monuments sont classés par ordre alphabétique de communes, ou anciennes communes. Si une commune possède plusieurs monuments, ils sont classés par ordre chronologique des conflits commémorés.
| Œuvre | Auteur                                 | Commune                   | Localisation | Notes | Installation | Coordonnées                      | Illustration |
| --- | -------------------------------------- | ------------------------- | --- | --- | ------------ | -------------------------------- | --- |
| Monument aux morts                                                                                            | À déterminer                           | Ablain-Saint-Nazaire      | À déterminer | | 1922         | à géolocaliser                   | Monument aux morts |
| Monument aux morts                                                                                            | À déterminer                           | Ablainzevelle             | En face de l'église Notre-Dame                                                                                      | | 1929         | à géolocaliser                   | Monument aux morts |
| Monument aux morts                                                                                            | À déterminer                           | Acheville                 | À déterminer | | À déterminer | à géolocaliser                   | Monument aux morts |
| Monument aux morts                                                                                            | À déterminer                           | Achiet-le-Grand           | À déterminer | | 1924         | à géolocaliser                   | Monument aux morts« Monument aux morts d'Achiet-le-Grand », sur Wikipasdecalais |
| Monument aux morts                                                                                            | À déterminer                           | Achiet-le-Petit           | À déterminer | | À déterminer | à géolocaliser                   | Monument aux morts« Monument aux morts d'Achiet-le-Petit », sur Wikipasdecalais |
| Monument aux morts                                                                                            | Copie d'après Pierre Lorenzi           | Acquin-Westbécourt        | À déterminer | | À déterminer | à géolocaliser                   | Monument aux morts« Monument aux morts d'Acquin-Westbécourt », sur Wikipasdecalais |
| Monument aux morts                                                                                            | À déterminer                           | Adinfer                   | À déterminer | | À déterminer | à géolocaliser                   | Monument aux morts |
| On ne passe pas (d) (monument aux morts)                                                                      | Copie d'après Eugène Piron             | Agny                      | À déterminer | | À déterminer | à géolocaliser                   | On ne passe pas (d) (monument aux morts)« Monument aux morts d'Agny », sur Wikipasdecalais |
| Monument aux morts du XIXe siècle                                                                             | Georges Engrand                        | Aire-sur-la-Lys           | Sur la place Jehan d'Aire                                                                                           | | 1903         | à géolocaliser                   | Monument aux morts du XIXe siècle |
| Soldat mourant recevant le baiser de la Patrie (Monument aux morts du XXe siècle)                             | À déterminer                           | Aire-sur-la-Lys           | Sur la place du Souvenir français                                                                                   | | 1922         | à géolocaliser                   | Soldat mourant recevant le baiser de la Patrie (Monument aux morts du XXe siècle) |
| Monument aux morts                                                                                            | À déterminer                           | Airon-Notre-Dame          | À déterminer | | À déterminer | à géolocaliser                   | Monument aux morts |
| Monument aux morts                                                                                            | À déterminer                           | Airon-Saint-Vaast         | À déterminer | | À déterminer | à géolocaliser                   | Monument aux morts |
| Monument aux morts                                                                                            | À déterminer                           | Aix-en-Ergny              | À déterminer | | À déterminer | à géolocaliser                   | Monument aux morts |
| Monument aux morts                                                                                            | À déterminer                           | Aix-en-Issart             | À déterminer | | À déterminer | à géolocaliser                   | Monument aux morts |
| On ne passe pas (d) (monument aux morts)                                                                      | Copie d'après Eugène Piron             | Aix-Noulette              | À déterminer | | À déterminer | à géolocaliser                   | On ne passe pas (d) (monument aux morts)« Monument aux morts d'Aix-Noulette », sur Wikipasdecalais                                                                                            |
| Monument aux morts                                                                                            | À déterminer                           | Alincthun                 | À déterminer | | À déterminer | à géolocaliser                   | Monument aux morts« Monument aux morts d'Alincthun », sur Wikipasdecalais |
| Monument aux morts                                                                                            | À déterminer                           | Alembon                   | Dans le cimetière                                                                                                   | | À déterminer | à géolocaliser                   | Monument aux morts« Monument aux morts d'Alembon », sur Wikipasdecalais |
| Monument aux morts                                                                                            | À déterminer                           | Allouagne                 | À déterminer | | À déterminer | à géolocaliser                   | Monument aux morts |
| Monument aux morts                                                                                            | À déterminer                           | Alquines                  | À déterminer | | À déterminer | à géolocaliser                   | Monument aux morts |
| Monument aux morts                                                                                            | À déterminer                           | Ambricourt                | Dans le cimetière                                                                                                   | | 1922         | à géolocaliser                   | Monument aux morts« Monument aux morts d'Ambricourt », sur Wikipasdecalais |
| Monument aux morts                                                                                            | À déterminer                           | Angres                    | À déterminer | | À déterminer | à géolocaliser                   | Monument aux morts |
| Monument aux morts                                                                                            | À déterminer                           | Annezin                   | À déterminer | | À déterminer | à géolocaliser                   | Monument aux morts |
| Monument aux morts                                                                                            | À déterminer                           | Ardres                    | À déterminer | | À déterminer | à géolocaliser                   | Monument aux morts |
| Monument aux morts                                                                                            | À déterminer                           | Arques                    | Sur la Grande place                                                                                                 | | À déterminer | à géolocaliser                   | Monument aux morts« Monument aux morts d'Arques », sur Wikipasdecalais |
| Le Mobile (d) (monument aux morts)                                                                            | Copie d'après Aristide Croisy          | Arras                     | Dans le cimetière                                                                                                   | | À déterminer | à géolocaliser                   | Le Mobile (d) (monument aux morts) |
| Monument aux morts                                                                                            | Félix-Alexandre Desruelles             | Arras                     | Sur la place du Maréchal-Foch                                                                                       | | 1930         | à géolocaliser                   | Monument aux morts |
| Monument aux morts                                                                                            | Félix-Alexandre Desruelles             | Auchel                    | Rue Jean-Jaurès | Inscrit MH (2009). | 1928         | 50° 30′ 28″ nord, 2° 28′ 33″ est | Monument aux morts d'Auchel |
| Monument aux morts                                                                                            | À déterminer                           | Auchy-au-Bois             | À déterminer | | À déterminer | à géolocaliser                   | Monument aux morts |
| La Résistance (monument aux morts)                                                                            | Copie d'après Charles-Henri Pourquet   | Auchy-lès-Hesdin          | À côté de l'église Saint-Georges                                                                                    | Remplace la statue du Poilu écrasant l'aigle allemand (d) détruite par les autorités allemandes en 1940. | 1950         | à géolocaliser                   | Image manquante |
| Monument aux morts                                                                                            | À déterminer                           | Auchy-les-Mines           | Sur la place Jean-Jaurès                                                                                            | | À déterminer | à géolocaliser                   | Monument aux morts |
| Monument aux morts                                                                                            | À déterminer                           | Audembert                 | À déterminer | | À déterminer | à géolocaliser                   | Monument aux morts |
| Monument aux morts                                                                                            | À déterminer                           | Audrehem                  | À déterminer | | À déterminer | à géolocaliser                   | Monument aux morts« Monument aux morts d'Audrehem », sur Wikipasdecalais |
| Monument aux morts                                                                                            | À déterminer                           | Audruicq                  | À déterminer | | À déterminer | à géolocaliser                   | Monument aux morts |
| Monument aux morts                                                                                            | À déterminer                           | Aumerval                  | À déterminer | | À déterminer | à géolocaliser                   | Monument aux morts |
| Monument aux morts                                                                                            | À déterminer                           | Autingues                 | Dans le cimetière                                                                                                   | | À déterminer | à géolocaliser                   | Monument aux morts« Monument aux morts d'Autingues », sur Wikipasdecalais |
| Monument aux morts                                                                                            | À déterminer                           | Auxi-le-Château           | À déterminer | | À déterminer | à géolocaliser                   | Image manquante |
| Monument aux morts                                                                                            | À déterminer                           | Avroult                   | À déterminer | | À déterminer | à géolocaliser                   | Monument aux morts |
| La Victoire en chantant (monument aux morts)                                                                  | Copie d'après Charles Édouard Richefeu | Ayette                    | À déterminer | | 1924         | à géolocaliser                   | Image manquante |
| Monument aux morts                                                                                            | À déterminer                           | Azincourt                 | À déterminer | | À déterminer | à géolocaliser                   | Monument aux morts« Monument aux morts d'Azincourt », sur Wikipasdecalais |
| Monument aux morts                                                                                            | À déterminer                           | Bailleul-aux-Cornailles   | Dans le cimetière                                                                                                   | | À déterminer | à géolocaliser                   | Monument aux morts« Monument aux morts de Bailleul-aux-Cornailles », sur Wikipasdecalais |
| Poilu au repos (monument aux morts)                                                                           | Copie d'après Étienne Camus            | Bailleulval               | Dans le cimetière                                                                                                   | | À déterminer | à géolocaliser                   | Image manquante |
| Armistice (monument aux morts)                                                                                | Copie d'après Jules Déchin             | Bancourt                  | À déterminer | Également appelé Poilu Armistice ou Armistice 11 novembre 1918. | À déterminer | à géolocaliser                   | Armistice (monument aux morts) |
| Monument aux morts                                                                                            | À déterminer                           | Barastre                  | À déterminer | | À déterminer | à géolocaliser                   | Monument aux morts |
| Poilu au repos (monument aux morts)                                                                           | Copie d'après Étienne Camus            | Beaudricourt              | À déterminer | | 1921         | à géolocaliser                   | Poilu au repos (monument aux morts) |
| Armistice (monument aux morts)                                                                                | Copie d'après Jules Déchin             | Beaurains                 | À déterminer | Également appelé Poilu Armistice ou Armistice 11 novembre 1918. | À déterminer | à géolocaliser                   | Image manquante |
| Monument aux morts                                                                                            | À déterminer                           | Béhagnies                 | À déterminer | | À déterminer | à géolocaliser                   | Monument aux morts |
| Monument aux morts                                                                                            | À déterminer                           | Belle-et-Houllefort       | À déterminer | | À déterminer | à géolocaliser                   | Monument aux morts |
| Statue de Jeanne d'Arc (monument aux morts)                                                                   | À déterminer                           | Bellebrune                | À côté de l'église Saint-Leu                                                                                        | Représente Jeanne d'Arc. | À déterminer | à géolocaliser                   | Statue de Jeanne d'Arc (monument aux morts) |
| Monument aux morts                                                                                            | À déterminer                           | Berck                     | Dans le cimetière                                                                                                   | | À déterminer | à géolocaliser                   | Monument aux morts |
| Monument aux morts                                                                                            | À déterminer                           | Berguette                 | À déterminer | | À déterminer | à géolocaliser                   | Monument aux morts |
| Monument aux morts                                                                                            | À déterminer                           | Bernieulles               | Dans le cimetière                                                                                                   | | À déterminer | à géolocaliser                   | Monument aux morts« Monument aux morts de Bernieulles », sur Wikipasdecalais |
| La Victoire en chantant (monument aux morts)                                                                  | Copie d'après Charles Édouard Richefeu | Bertincourt               | Rue Poincaré | | À déterminer | à géolocaliser                   | Image manquante |
| Monument aux morts                                                                                            | À déterminer                           | Béthune                   | Intersection de la rue Louis Blanc et de la rue Gambetta                                                            | Inscrit MH (2018). | 1928         | à géolocaliser                   | Monument aux morts |
| Monument aux cheminots morts (plaques)                                                                        | À déterminer                           | Béthune                   | Sur une façade de la gare                                                                                           | | À déterminer | à géolocaliser                   | Monument aux cheminots morts (plaques) |
| Monument aux morts                                                                                            | À déterminer                           | Béthune                   | Dans le cimetière                                                                                                   | | À déterminer | à géolocaliser                   | Monument aux morts |
| Monument aux morts                                                                                            | À déterminer                           | Beugin                    | À déterminer | | À déterminer | à géolocaliser                   | Monument aux morts |
| Poilu baïonnette au canon (d) (monument aux morts)                                                            | Copie d'après Étienne Camus            | Beugny                    | À côté de l'église Saint-Géry                                                                                       | | 1924         | à géolocaliser                   | Poilu baïonnette au canon (d) (monument aux morts) |
| Poilu au repos (monument aux morts)                                                                           | Copie d'après Étienne Camus            | Beussent                  | À déterminer | | À déterminer | à géolocaliser                   | Poilu au repos (monument aux morts) |
| Monument aux morts                                                                                            | À déterminer                           | Beutin                    | À déterminer | | À déterminer | à géolocaliser                   | Monument aux morts |
| Monument aux morts                                                                                            | À déterminer                           | Bezinghem                 | À déterminer | | À déterminer | à géolocaliser                   | Monument aux morts |
| On ne passe pas (d) (monument aux morts)                                                                      | Copie d'après Eugène Piron             | Bienvillers-au-Bois       | À déterminer | | À déterminer | à géolocaliser                   | On ne passe pas (d) (monument aux morts) |
| Monument aux morts                                                                                            | À déterminer                           | Billy-Berclau             | À déterminer | | À déterminer | à géolocaliser                   | Monument aux morts |
| Monument aux morts                                                                                            | À déterminer                           | Blangy-sur-Ternoise       | À déterminer | | À déterminer | à géolocaliser                   | Monument aux morts |
| Monument aux morts                                                                                            | À déterminer                           | Blendecques               | À déterminer | | À déterminer | à géolocaliser                   | Monument aux morts |
| Monument aux morts                                                                                            | À déterminer                           | Blessy                    | À déterminer | | À déterminer | à géolocaliser                   | Monument aux morts |
| Monument aux morts                                                                                            | À déterminer                           | Boffles                   | À déterminer | | À déterminer | à géolocaliser                   | Monument aux morts |
| Poilu mourant (monument aux morts)                                                                            | Copie d'après Jules Déchin             | Boisleux-au-Mont          | À déterminer | | À déterminer | à géolocaliser                   | Poilu mourant (monument aux morts) |
| Le Poilu victorieux (monument aux morts)                                                                      | Copie d'après Eugène Bénet             | Boiry-Notre-Dame          | À déterminer | | À déterminer | à géolocaliser                   | Le Poilu victorieux (monument aux morts) |
| Poilu écrasant l'aigle allemand (d) (monument aux morts)                                                      | Copie d'après Charles-Henri Pourquet   | Bonnières                 | Rue de Bucquoy, en face de l'église                                                                                 | | 1921         | à géolocaliser                   | Poilu écrasant l'aigle allemand (d) (monument aux morts) |
| Monument aux morts                                                                                            | À déterminer                           | Bonningues-lès-Ardres     | Dans le cimetière                                                                                                   | | À déterminer | à géolocaliser                   | Monument aux morts« Monument aux morts de Bonningues-lès-Ardres », sur Wikipasdecalais |
| Monument aux morts                                                                                            | À déterminer                           | Bouquehault               | Dans le cimetière                                                                                                   | | À déterminer | à géolocaliser                   | Monument aux morts« Monument aux morts de Bouquehault », sur Wikipasdecalais |
| Monument aux morts                                                                                            | À déterminer                           | Bouvelinghem              | À déterminer | | À déterminer | à géolocaliser                   | Monument aux morts |
| Monument aux morts                                                                                            | À déterminer                           | Brebières                 | À déterminer | | À déterminer | à géolocaliser                   | Monument aux morts |
| Monument aux morts                                                                                            | À déterminer                           | Brêmes                    | À déterminer | | À déterminer | à géolocaliser                   | Monument aux morts |
| Monument aux morts                                                                                            | À déterminer                           | Brévillers                | À déterminer | | À déterminer | à géolocaliser                   | Monument aux morts |
| Monument aux morts                                                                                            | À déterminer                           | Bréxent-Énocq             | À déterminer | | À déterminer | à géolocaliser                   | Monument aux morts« Monument aux morts de Bréxent-Énocq », sur Wikipasdecalais |
| Monument aux morts                                                                                            | À déterminer                           | Brimeux                   | À déterminer | | À déterminer | à géolocaliser                   | Monument aux morts |
| Poilu mourant (monument aux morts)                                                                            | Copie d'après Jules Déchin             | Brunembert                | Route de Desvres, à côté de l'église Saint-Nicolas                                                                  | | 1923         | à géolocaliser                   | Poilu mourant (monument aux morts) |
| Monument aux morts                                                                                            | À déterminer                           | Bucquoy                   | À déterminer | | À déterminer | à géolocaliser                   | Monument aux morts |
| Monument aux morts                                                                                            | À déterminer                           | Buire-le-Sec              | À côté de l'église Saint-Maurice                                                                                    | | À déterminer | à géolocaliser                   | Monument aux morts |
| Monument aux morts                                                                                            | À déterminer                           | Buissy                    | À déterminer | | À déterminer | à géolocaliser                   | Monument aux morts |
| Monument aux morts                                                                                            | À déterminer                           | Bullecourt                | À déterminer | | À déterminer | à géolocaliser                   | Monument aux morts |
| Monument aux morts de la compagnie des mines de Béthune                                                       | À déterminer                           | Bully-les-Mines           | À déterminer | Inscrit MH (2011). | À déterminer | à géolocaliser                   | Monument aux morts de la compagnie des mines de Béthune |
| Monument aux morts                                                                                            | À déterminer                           | Cagnicourt                | À déterminer | | À déterminer | à géolocaliser                   | Monument aux morts |
| Monument aux morts                                                                                            | À déterminer                           | Calonne-Ricouart          | À déterminer | | À déterminer | à géolocaliser                   | Monument aux morts |
| Monument aux morts                                                                                            | À déterminer                           | Calonne-sur-la-Lys        | À déterminer | | À déterminer | à géolocaliser                   | Monument aux morts |
| Monument aux morts                                                                                            | À déterminer                           | Campagne-lès-Guines       | À déterminer | | À déterminer | à géolocaliser                   | Monument aux morts |
| Monument aux morts                                                                                            | À déterminer                           | Campagne-lès-Hesdin       | À déterminer | | À déterminer | à géolocaliser                   | Monument aux morts |
| Monument aux morts                                                                                            | À déterminer                           | Campigneulles-les-Grandes | Rue de l'église | | 1931         | à géolocaliser                   | Monument aux morts« Monument aux morts de Campigneulles-les-Grandes », sur Wikipasdecalais |
| Monument aux morts                                                                                            | À déterminer                           | Campigneulles-les-Petites | Sur la place de la mairie, derrière l'église                                                                        | | 1920         | à géolocaliser                   | Monument aux morts« Monument aux morts de Campigneulles-les-Petites », sur Wikipasdecalais |
| Monument aux morts de Capelle-lès-Hesdin et Guigny                                                            | À déterminer                           | Capelle-lès-Hesdin        | À déterminer | | À déterminer | à géolocaliser                   | Monument aux morts de Capelle-lès-Hesdin et Guigny |
| Monument aux morts                                                                                            | À déterminer                           | Carvin                    | À déterminer | | À déterminer | à géolocaliser                   | Monument aux morts |
| Monument aux morts                                                                                            | À déterminer                           | Cauchy-à-la-Tour          | À déterminer | | À déterminer | à géolocaliser                   | Monument aux morts |
| Poilu au repos (monument aux morts)                                                                           | Copie d'après Étienne Camus            | Caucourt                  | À côté de l'église Saint-Pierre                                                                                     | | À déterminer | à géolocaliser                   | Poilu au repos (monument aux morts) |
| Poilu au repos (monument aux morts)                                                                           | Copie d'après Étienne Camus            | Clairmarais               | À déterminer | | À déterminer | à géolocaliser                   | Poilu au repos (monument aux morts) |
| Monument aux morts                                                                                            | À déterminer                           | Clenleu                   | À déterminer | | À déterminer | à géolocaliser                   | Monument aux morts |
| Monument aux morts                                                                                            | À déterminer                           | Corbehem                  | À déterminer | | À déterminer | à géolocaliser                   | Monument aux morts |
| Monument aux morts                                                                                            | À déterminer                           | Cormont                   | À déterminer | | À déterminer | à géolocaliser                   | Monument aux morts« Monument aux morts de Cormont », sur Wikipasdecalais |
| Monument aux morts                                                                                            | À déterminer                           | Coullemont                | À déterminer | | À déterminer | à géolocaliser                   | Monument aux morts |
| Monument aux morts                                                                                            | À déterminer                           | Coupelle-Neuve            | Contre le mur ouest de l'église Saint-Antoine                                                                       | Érigé sur le mur nord de la nef de l'église en 1920. | 2003         | à géolocaliser                   | Monument aux morts« Monument aux morts de Coupelle-Neuve », sur Wikipasdecalais |
| Monument aux morts                                                                                            | À déterminer                           | Courcelles-le-Comte       | À déterminer | | À déterminer | à géolocaliser                   | Monument aux morts |
| Poilu au repos (monument aux morts)                                                                           | Copie d'après Étienne Camus            | Courcelles-lès-Lens       | Rue des poilus | | 1921         | à géolocaliser                   | Poilu au repos (monument aux morts)« Poilu au repos – Monument aux morts à Courcelles-lès-Lens », sur e-monumen                                                                               |
| Poilu au repos (monument aux morts)                                                                           | Copie d'après Étienne Camus            | Courrières                | À déterminer | | À déterminer | à géolocaliser                   | Poilu au repos (monument aux morts) |
| Monument aux morts                                                                                            | À déterminer                           | Coyecques                 | Sur le parking à À côté de l'église                                                                                 | Érigé[Où ?] en 1922. | 1991         | à géolocaliser                   | Monument aux morts« Monument aux morts de Coyecques », sur Wikipasdecalais |
| Monument aux morts                                                                                            | À déterminer                           | Crépy                     | À l'entrée du cimetière                                                                                             | | À déterminer | à géolocaliser                   | Monument aux morts |
| Poilu écrasant l'aigle allemand (d) (monument aux morts)                                                      | Copie d'après Charles-Henri Pourquet   | Créquy                    | À l'entrée du cimetière                                                                                             | Le monument original de 1920 est détruit à l'explosif par les autorités allemandes sous l'Occupation. | 1958         | à géolocaliser                   | Poilu écrasant l'aigle allemand (d) (monument aux morts)« Monument aux morts de Créquy », sur Wikipasdecalais                                                                                 |
| Monument aux morts                                                                                            | À déterminer                           | Croisilles                | À déterminer | | À déterminer | à géolocaliser                   | Monument aux morts |
| Monument aux morts                                                                                            | À déterminer                           | Cucq                      | À déterminer | | À déterminer | à géolocaliser                   | Monument aux morts |
| Monument aux morts                                                                                            | Copie d'après Pierre Lorenzi           | Delettes                  | À déterminer | | À déterminer | à géolocaliser                   | Monument aux morts |
| Monument aux morts d'Upon d'Amont                                                                             | À déterminer                           | Delettes                  | À déterminer | | À déterminer | à géolocaliser                   | Monument aux morts d'Upon d'Amont |
| Monument aux morts                                                                                            | À déterminer                           | Desvres                   | Devant la mairie | | À déterminer | à géolocaliser                   | Monument aux morts |
| Monument aux morts                                                                                            | À déterminer                           | Diéval                    | À déterminer | | À déterminer | à géolocaliser                   | Monument aux morts |
| Le Poilu victorieux (monument aux morts)                                                                      | Copie d'après Eugène Bénet             | Divion                    | À déterminer | | À déterminer | à géolocaliser                   | Image manquante |
| Monument aux morts                                                                                            | À déterminer                           | Dohem                     | À déterminer | | À déterminer | à géolocaliser                   | Monument aux morts |
| Monument aux morts                                                                                            | À déterminer                           | Dohem                     | À déterminer | | À déterminer | à géolocaliser                   | Monument aux morts |
| Pietà (monument aux morts)                                                                                    | À déterminer                           | Dohem                     | Dans l'église Saint-Omer                                                                                            | Représente une Pietà. | À déterminer | à géolocaliser                   | Pietà (monument aux morts) |
| Monument aux morts                                                                                            | À déterminer                           | Douchy-lès-Ayette         | À côté de l'école                                                                                                   | | À déterminer | à géolocaliser                   | Monument aux morts |
| Monument aux morts                                                                                            | À déterminer                           | Doudeauville              | Dans le cimetière, à côté de l'église Saint-Bertulphe                                                               | | 1921         | à géolocaliser                   | Monument aux morts« Monument aux morts de Doudeauville », sur Wikipasdecalais |
| Poilu baïonnette au canon (d) (monument aux morts)                                                            | Copie d'après Étienne Camus            | Dury                      | À déterminer | | À déterminer | à géolocaliser                   | Poilu baïonnette au canon (d) (monument aux morts) |
| Monument aux morts                                                                                            | À déterminer                           | Écourt-Saint-Quentin      | À déterminer | | À déterminer | à géolocaliser                   | Monument aux morts |
| Poilu blessé (monument aux morts)                                                                             | Copie d'après Jules Déchin             | Écoust-Saint-Mein         | À déterminer | | À déterminer | à géolocaliser                   | Poilu blessé (monument aux morts) |
| Monument aux morts                                                                                            | À déterminer                           | Enquin-sur-Baillons       | Dans le cimetière                                                                                                   | | 1921         | à géolocaliser                   | Monument aux morts« Monument aux morts d'Enquin-sur-Baillons », sur Wikipasdecalais |
| Monument aux morts                                                                                            | À déterminer                           | Éperlecques               | À déterminer | | À déterminer | à géolocaliser                   | Monument aux morts |
| La Victoire en chantant (monument aux morts)                                                                  | Copie d'après Charles Édouard Richefeu | Épinoy                    | Sur la place Véret                                                                                                  | | 1922         | à géolocaliser                   | Image manquante |
| Poilu baïonnette au canon (d) (monument aux morts)                                                            | Copie d'après Étienne Camus            | Estevelles                | À déterminer | | À déterminer | à géolocaliser                   | Poilu baïonnette au canon (d) (monument aux morts) |
| Le Poilu victorieux (monument aux morts)                                                                      | Copie d'après Eugène Bénet             | Estrée-Blanche            | À déterminer | | À déterminer | à géolocaliser                   | Le Poilu victorieux (monument aux morts) |
| Monument aux morts                                                                                            | À déterminer                           | Éterpigny                 | À déterminer | | À déterminer | à géolocaliser                   | Monument aux morts« Monument aux morts d'Éterpigny », sur Wikipasdecalais |
| Victoire (monument aux morts)                                                                                 | Paul Henri Graf                        | Évin-Malmaison            | Sur la place Roger Salengro, à côté de l'église Saint-Vaast                                                         | Initialement érigé[Quand ?] à un autre emplacement[Où ?]. | 1966         | à géolocaliser                   | Victoire (monument aux morts) |
| Monument aux morts                                                                                            | À déterminer                           | Fampoux                   | À déterminer | | À déterminer | à géolocaliser                   | Monument aux morts |
| La Défense du drapeau (d) (monument aux morts de 1870-1871)                                                   | Copie d'après Aristide Croisy          | Fauquembergues            | À déterminer | | 1898         | à géolocaliser                   | La Défense du drapeau (d) (monument aux morts de 1870-1871) |
| Le Poilu victorieux (monument aux morts)                                                                      | Copie d'après Eugène Bénet             | Favreuil                  | À déterminer | | À déterminer | à géolocaliser                   | Image manquante |
| Poilu baïonnette au canon (d) (monument aux morts)                                                            | Copie d'après Étienne Camus            | Fontaine-lès-Croisilles   | Sur la place de la Mairie, au bord de la rue Albert Michel                                                          | | À déterminer | à géolocaliser                   | Poilu baïonnette au canon (d) (monument aux morts) |
| Poilu au repos (monument aux morts)                                                                           | Copie d'après Étienne Camus            | Fortel-en-Artois          | Dans la cour de l'église.                                                                                           | Érigé en 1921 à côté de l'église. | 1980         | à géolocaliser                   | Poilu au repos (monument aux morts) |
| Poilu au repos (monument aux morts)                                                                           | Copie d'après Étienne Camus            | Fouquières-lès-Lens       | À déterminer | | 1922         | à géolocaliser                   | Poilu au repos (monument aux morts) |
| Le Poilu victorieux (monument aux morts)                                                                      | Copie d'après Eugène Bénet             | Givenchy-en-Gohelle       | À déterminer | | À déterminer | à géolocaliser                   | Le Poilu victorieux (monument aux morts) |
| Monument aux morts de la division marocaine                                                                   | À déterminer                           | Givenchy-en-Gohelle       | À déterminer | | 1925         | 50° 23′ 37″ nord, 2° 46′ 23″ est | Monument aux morts de la division marocaine |
| Monument aux morts                                                                                            | À déterminer                           | Gouy-sous-Bellonne        | À déterminer | | À déterminer | à géolocaliser                   | Monument aux morts |
| Poilu au repos et Pietà (monument aux morts)                                                                  | Copie d'après Étienne Camus            | Guarbecque                | Dans le cimetière, contre l'église Saint-Nicolas                                                                    | Représente une Pietà. | 1921         | à géolocaliser                   | Poilu au repos et Pietà (monument aux morts) |
| Monument aux morts                                                                                            | Augustin Lesieux                       | Guînes                    | Sur la place Foch (anciennement grand' place)                                                                       | Dans la nuit du 16 au 17 juin 1940, des soldats allemands brisent l'aigle gisant terrassé à l'avant, l'épée et le bras droit de Marianne. Un bras tenant un rameau d'olivier de remplacement est installé en 1960. | 1921         | 50° 52′ 10″ nord, 1° 52′ 12″ est | Monument aux morts de Guînes |
| Monument aux morts                                                                                            | À déterminer                           | Haisnes                   | À déterminer | | À déterminer | 50° 30′ 31″ nord, 2° 48′ 06″ est | Monument aux morts d'Haisnes |
| Poilu écrasant l'aigle allemand (d) (monument aux morts)                                                      | Copie d'après Charles-Henri Pourquet   | Hamblain-les-Prés         | À déterminer | | À déterminer | à géolocaliser                   | Poilu écrasant l'aigle allemand (d) (monument aux morts) |
| Monument aux morts de 1914-1918                                                                               | À déterminer                           | Haplincourt               | Dans l'église Saint-Nicolas                                                                                         | | À déterminer | à géolocaliser                   | Monument aux morts de 1914-1918 |
| Monument aux morts                                                                                            | À déterminer                           | Haplincourt               | Sur le parvis de l'église Saint-Nicolas                                                                             | | À déterminer | à géolocaliser                   | Monument aux morts |
| Monument aux résistants abattus le 11 juin 1944                                                               | À déterminer                           | Haplincourt               | Rue de Bapaume | | 1946         | à géolocaliser                   | Monument aux résistants abattus le 11 juin 1944 |
| Monument aux morts                                                                                            | Copie d'après Charles Caby             | Hébuterne                 | À déterminer | | À déterminer | à géolocaliser                   | Monument aux morts |
| Poilu écrasant l'aigle allemand (d) (monument aux morts de Beaumont-en-Artois)                                | Copie d'après Charles-Henri Pourquet   | Hénin-Beaumont            | Intersection de la rue Saint-Martin et de la rue des écoles                                                         | | 1926         | à géolocaliser                   | Image manquante |
| Monument aux morts                                                                                            | À déterminer                           | Henneveux                 | À déterminer | | À déterminer | à géolocaliser                   | Monument aux morts |
| Poilu au repos (monument aux morts)                                                                           | Copie d'après Étienne Camus            | Herly                     | Intersection de la rue de Montreuil et de la rue du presbytère                                                      | | 1921         | à géolocaliser                   | Poilu au repos (monument aux morts)« Poilu au repos – Monument aux morts à Herly », sur e-monumen                                                                                             |
| Poilu mourant (monument aux morts)                                                                            | Copie d'après Jules Déchin             | Herly                     | Dans l'église Saint-Pierre                                                                                          | | À déterminer | à géolocaliser                   | Image manquante |
| Monument aux morts                                                                                            | À déterminer                           | Hesdigneul-lès-Boulogne   | À déterminer | | À déterminer | à géolocaliser                   | Monument aux morts |
| Le Mobile (d) (monument aux morts de 1870-1871)                                                               | Copie d'après Aristide Croisy          | Hesdin                    | Dans le square Charles de Gaulle                                                                                    | | 1912         | à géolocaliser                   | Image manquante |
| Monument aux morts                                                                                            | À déterminer                           | Hesmond                   | À déterminer | | À déterminer | à géolocaliser                   | Monument aux morts |
| Monument aux fusillés du 4 septembre 1944                                                                     | À déterminer                           | Hesmond                   | Au lieu-dit « le Fonds des Vachaux »                                                                                | | À déterminer | à géolocaliser                   | Image manquante |
| On ne passe pas (d) (monument aux morts)                                                                      | Copie d'après Louis Maubert            | Houchin                   | À déterminer | Le médaillon représente le général Agathon Deligne. | À déterminer | à géolocaliser                   | On ne passe pas (d) (monument aux morts) |
| Monument aux morts                                                                                            | À déterminer                           | Hubersent                 | À déterminer | | À déterminer | à géolocaliser                   | Monument aux morts« Monument aux morts d'Hubersent », sur Wikipasdecalais |
| Monument aux morts                                                                                            | À déterminer                           | Huby-Saint-Leu            | À déterminer | | À déterminer | à géolocaliser                   | Monument aux morts |
| On ne passe pas (d) (monument aux morts)                                                                      | Copie d'après Eugène Piron             | Humbercamps               | À déterminer | | À déterminer | à géolocaliser                   | Image manquante |
| Monument aux morts                                                                                            | À déterminer                           | Humbert                   | À déterminer | | À déterminer | à géolocaliser                   | Monument aux morts |
| Monument aux morts                                                                                            | À déterminer                           | Incourt                   | À déterminer | | À déterminer | à géolocaliser                   | Monument aux morts |
| Poilu au repos (monument aux morts)                                                                           | Copie d'après Étienne Camus            | Inxent                    | À côté de l'église de la nativité                                                                                   | | 1922         | à géolocaliser                   | Poilu au repos (monument aux morts) |
| Le Poilu victorieux (monument aux morts)                                                                      | Copie d'après Eugène Bénet             | Isbergues                 | À déterminer | | À déterminer | à géolocaliser                   | Le Poilu victorieux (monument aux morts) |
| Monument aux morts                                                                                            | À déterminer                           | La Calotterie             | À déterminer | | À déterminer | à géolocaliser                   | Monument aux morts |
| Monument aux morts                                                                                            | À déterminer                           | Laires                    | À déterminer | | À déterminer | à géolocaliser                   | Monument aux morts |
| Monument aux morts                                                                                            | À déterminer                           | Le Quesnoy-en-Artois      | À déterminer | | À déterminer | à géolocaliser                   | Monument aux morts |
| Au mépris du danger (d) (monument aux morts)                                                                  | Copie d'après Eugène Bénet             | Le Sars                   | À déterminer | | À déterminer | à géolocaliser                   | Au mépris du danger (d) (monument aux morts) |
| Femme drapée à l'antique posant une palme sur les dépouilles guerrières d'un soldat mort (monument aux morts) | Émile Peynot                           | Le Touquet-Paris-Plage    | Avenue du Dix-huit juin                                                                                             | | 1922         | 50° 31′ 33″ nord, 1° 35′ 53″ est | Monument aux morts du Touquet-Paris-Plage |
| Monument aux morts                                                                                            | À déterminer                           | Lebiez                    | À déterminer | | À déterminer | à géolocaliser                   | Monument aux morts |
| Le Poilu victorieux (monument aux morts)                                                                      | Copie d'après Eugène Bénet             | Lebucquière               | À déterminer | | À déterminer | à géolocaliser                   | Le Poilu victorieux (monument aux morts) |
| La Victoire en chantant (monument aux morts)                                                                  | Copie d'après Charles Édouard Richefeu | Leforest                  | Sur la place Roger Salengro, au bord de la rue Gambetta (RD 161E1), à côté de l'église Saint-Nicolas                | Érigé en 1921 à l'intersection de la rue Gambetta et de la rue Jean Jaurès, à quelques mètres de son emplacement actuel.                                                                                           | 1967         | 50° 26′ 17″ nord, 3° 03′ 41″ est | Monument aux morts de Leforest |
| Monument aux morts de la compagnie des mines de Lens                                                          | À déterminer                           | Lens                      | À déterminer | Inscrit MH (2009). | À déterminer | à géolocaliser                   | Monument aux morts de la compagnie des mines de Lens |
| Monument aux morts                                                                                            | À déterminer                           | Lens                      | À déterminer | Inscrit MH (2009). | À déterminer | à géolocaliser                   | Monument aux morts |
| Poilu blessé (monument aux morts)                                                                             | Copie d'après Jules Déchin             | Lépine                    | Dans le cimetière                                                                                                   | | 1920         | à géolocaliser                   | Image manquante |
| Monument aux morts                                                                                            | À déterminer                           | Lestrem                   | À déterminer | | À déterminer | à géolocaliser                   | Monument aux morts |
| Poilu baïonnette au canon (d) (monument aux morts)                                                            | Copie d'après Étienne Camus            | Libercourt                | Dans le cimetière                                                                                                   | | À déterminer | à géolocaliser                   | Image manquante |
| Poilu au repos (monument aux morts)                                                                           | Copie d'après Étienne Camus            | Licques                   | En face de l'église                                                                                                 | | À déterminer | à géolocaliser                   | Poilu au repos (monument aux morts) |
| Monument aux morts                                                                                            | À déterminer                           | Linghem                   | À déterminer | | À déterminer | à géolocaliser                   | Monument aux morts« Monument aux morts de Linghem », sur Wikipasdecalais |
| Le Poilu victorieux (monument aux morts)                                                                      | Copie d'après Eugène Bénet             | Locon                     | À déterminer | | À déterminer | à géolocaliser                   | Image manquante |
| Monument aux morts                                                                                            | À déterminer                           | Longvilliers              | À déterminer | | À déterminer | à géolocaliser                   | Monument aux morts |
| Poilu mourant (monument aux morts)                                                                            | Charles-Henri Pourquet                 | Loos-en-Gohelle           | Sur la place de la République                                                                                       | | 1924         | à géolocaliser                   | Poilu mourant (monument aux morts) |
| Monument aux morts                                                                                            | À déterminer                           | Lorgies                   | Intersection de la RD 167 et de la RD 168                                                                           | | À déterminer | à géolocaliser                   | Image manquante |
| Poilu écrasant l'aigle allemand (d) (monument aux morts)                                                      | Copie d'après Charles-Henri Pourquet   | Maintenay                 | À déterminer | | 1921         | à géolocaliser                   | Poilu écrasant l'aigle allemand (d) (monument aux morts) |
| Buste de poilu (monument aux morts)                                                                           | Copie d'après Eugène Bénet             | Mametz                    | À déterminer | | À déterminer | à géolocaliser                   | Buste de poilu (monument aux morts) |
| Monument aux morts                                                                                            | À déterminer                           | Maninghem                 | À déterminer | | À déterminer | à géolocaliser                   | Monument aux morts |
| Poilu au repos (monument aux morts)                                                                           | Copie d'après Étienne Camus            | Marconne                  | À côté de l'église                                                                                                  | | 1922         | à géolocaliser                   | Image manquante |
| Monument aux morts                                                                                            | À déterminer                           | Mazingarbe                | Rue Alfred Lefebvre                                                                                                 | | À déterminer | à géolocaliser                   | Monument aux morts |
| Monument aux morts                                                                                            | À déterminer                           | Mazinghem                 | À déterminer | | À déterminer | à géolocaliser                   | Monument aux morts |
| Monument aux morts                                                                                            | À déterminer                           | Merck-Saint-Liévin        | À déterminer | | À déterminer | à géolocaliser                   | Monument aux morts |
| Monument aux morts                                                                                            | À déterminer                           | Méricourt                 | Sur la place de la République                                                                                       | | À déterminer | à géolocaliser                   | Monument aux morts |
| Monument aux morts                                                                                            | Jules Dechin                           | Merlimont                 | 60 Rue Camille Delacroix                                                                                            | | octobre 1921 | 50° 27′ 20″ nord, 1° 36′ 46″ est | Monument aux morts |
| Le Poilu victorieux (monument aux morts)                                                                      | Copie d'après Eugène Bénet             | Molinghem                 | À déterminer | | À déterminer | à géolocaliser                   | Le Poilu victorieux (monument aux morts) |
| Monument aux morts                                                                                            | À déterminer                           | Moncheaux-lès-Frévent     | À déterminer | | À déterminer | à géolocaliser                   | Monument aux morts |
| Poilu au repos (monument aux morts)                                                                           | Copie d'après Étienne Camus            | Mont-Bernanchon           | Intersection du chemin de grande communication 184 et de la rue de la place                                         | | À déterminer | à géolocaliser                   | Poilu au repos (monument aux morts) |
| La Résistance (monument aux morts)                                                                            | Copie d'après Charles-Henri Pourquet   | Montcavrel                | RD 322, en face de l'église                                                                                         | | 1924         | à géolocaliser                   | La Résistance (monument aux morts) |
| Monument aux morts de 1870-1871                                                                               | Copie d'après Aristide Croisy          | Montreuil-sur-Mer         | Sur la place Gambetta                                                                                               | Inscrit MH (2012). | 1912         | à géolocaliser                   | Monument aux morts de 1870-1871 |
| Monument aux morts de 1914-1918                                                                               | Henri-Léon Gréber                      | Montreuil-sur-Mer         | Sur la place Darnétal                                                                                               | Inscrit MH (2012). | 1921         | à géolocaliser                   | Monument aux morts de 1914-1918 |
| Monument aux morts                                                                                            | À déterminer                           | Monts-en-Ternois          | À déterminer | | À déterminer | à géolocaliser                   | Monument aux morts |
| Monument aux morts                                                                                            | À déterminer                           | Nempont-Saint-Firmin      | À déterminer | | À déterminer | à géolocaliser                   | Monument aux morts |
| Monument aux morts                                                                                            | À déterminer                           | Neuville-Saint-Vaast      | En face de la mairie                                                                                                | | À déterminer | à géolocaliser                   | Monument aux morts |
| Monument aux morts                                                                                            | À déterminer                           | Nœux-lès-Auxi             | À déterminer | | À déterminer | à géolocaliser                   | Monument aux morts |
| La Résistance (monument aux morts).                                                                           | Copie d'après Charles-Henri Pourquet   | Noyelles-sous-Bellonne    | Au bord de la place 11 Novembre                                                                                     | Érigé en 1922 sur la place 11 Novembre à l'intersection de la rue de la Mairie et la rue de Tortequesnes | 1992         | à géolocaliser                   | La Résistance (monument aux morts)« Noyelles-sous-Bellonne », sur le site de l’université de Lille, Les monuments aux morts - France - Belgique - Autres pays (consulté le 20 janvier 2023).. |
| Monument aux morts                                                                                            | À déterminer                           | Oignies                   | À déterminer | | À déterminer | à géolocaliser                   | Monument aux morts |
| Le Poilu victorieux (monument aux morts)                                                                      | Copie d'après Eugène Bénet             | Pas-en-Artois             | À déterminer | | À déterminer | à géolocaliser                   | Le Poilu victorieux (monument aux morts) |
| Monument aux morts                                                                                            | À déterminer                           | Pihem                     | À déterminer | | À déterminer | 50° 41′ 04″ nord, 2° 12′ 57″ est | Monument aux morts de Pihem |
| Monument aux morts                                                                                            | À déterminer                           | Plouvain                  | À déterminer | | À déterminer | à géolocaliser                   | Monument aux morts« Monument aux morts de Plouvain », sur Wikipasdecalais |
| Monument aux morts                                                                                            | À déterminer                           | Racquinghem               | À déterminer | | À déterminer | à géolocaliser                   | Monument aux morts« Monument aux morts de Racquinghem », sur Wikipasdecalais |
| Poilu écrasant l'aigle allemand (d) (monument aux morts)                                                      | Copie d'après Charles-Henri Pourquet   | Rang-du-Fliers            | À déterminer | | À déterminer | à géolocaliser                   | Poilu écrasant l'aigle allemand (d) (monument aux morts) |
| Poilu au repos (monument aux morts)                                                                           | Copie d'après Étienne Camus            | Ransart                   | Dans le cimetière                                                                                                   | | À déterminer | à géolocaliser                   | Image manquante |
| Monument aux morts                                                                                            | À déterminer                           | Robecq                    | À déterminer | | À déterminer | à géolocaliser                   | Monument aux morts |
| Monument aux morts                                                                                            | À déterminer                           | Rombly                    | À déterminer | | À déterminer | à géolocaliser                   | Monument aux morts |
| Le Poilu victorieux (monument aux morts)                                                                      | Copie d'après Eugène Bénet             | Roquetoire                | À déterminer | | À déterminer | à géolocaliser                   | Le Poilu victorieux (monument aux morts) |
| Le Poilu victorieux (monument aux morts)                                                                      | Copie d'après Eugène Bénet             | Rumaucourt                | À déterminer | | À déterminer | à géolocaliser                   | Image manquante |
| Monument aux morts                                                                                            | À déterminer                           | Rumilly                   | À déterminer | | À déterminer | à géolocaliser                   | Monument aux morts |
| Le Poilu victorieux (monument aux morts)                                                                      | Copie d'après Eugène Bénet             | Sailly-Labourse           | À déterminer | | À déterminer | à géolocaliser                   | Le Poilu victorieux (monument aux morts) |
| Monument aux morts                                                                                            | À déterminer                           | Saint-Denœux              | À déterminer | | À déterminer | à géolocaliser                   | Monument aux morts |
| Monument aux morts                                                                                            | À déterminer                           | Saint-Floris              | À déterminer | | À déterminer | à géolocaliser                   | Monument aux morts |
| Poilu au repos (monument aux morts)                                                                           | Copie d'après Étienne Camus            | Saint-Josse               | Dans le cimetière                                                                                                   | | 1921         | à géolocaliser                   | Poilu au repos (monument aux morts)« Monument aux morts de 1914-1918 à Saint-Josse », sur À nos grands hommes                                                                                 |
| Monument aux morts                                                                                            | À déterminer                           | Saint-Georges             | À déterminer | | À déterminer | à géolocaliser                   | Monument aux morts |
| La Victoire en chantant (monument aux morts)                                                                  | Copie d'après Charles Édouard Richefeu | Saint-Léger               | Intersection de la rue d'Ervillers (RD 9) et de la RD 12                                                            | | 1924         | 50° 11′ 13″ nord, 2° 51′ 28″ est | Monument aux morts de Saint-Léger |
| Monument aux morts                                                                                            | À déterminer                           | Saint-Martin-au-Laërt     | À déterminer | | À déterminer | à géolocaliser                   | Monument aux morts |
| Le Poilu victorieux (monument aux morts)                                                                      | Copie d'après Eugène Bénet             | Saint-Martin-Boulogne     | À déterminer | | À déterminer | à géolocaliser                   | Le Poilu victorieux (monument aux morts) |
| Poilu au repos (monument aux morts)                                                                           | Copie d'après Étienne Camus            | Saint-Martin-d'Hardinghem | À côté de l'église                                                                                                  | | 1922         | à géolocaliser                   | Poilu au repos (monument aux morts) |
| Poilu baïonnette au canon (d) (monument aux morts)                                                            | Copie d'après Étienne Camus            | Savy-Berlette             | Rue des écoles | | 1922         | à géolocaliser                   | Image manquante |
| Monument aux morts                                                                                            | À déterminer                           | Senlecques                | À déterminer | | À déterminer | à géolocaliser                   | Monument aux morts |
| Monument aux morts                                                                                            | À déterminer                           | Serques                   | À déterminer | | À déterminer | à géolocaliser                   | Monument aux morts |
| Poilu au repos (monument aux morts)                                                                           | Copie d'après Étienne Camus            | Servins                   | Sur le rond point de la RD 57 et de la RD 75                                                                        | | 1921         | à géolocaliser                   | Image manquante |
| Poilu mourant (monument aux morts)                                                                            | Copie d'après Jules Déchin             | Thiembronne               | À côté de l'église Saint-Pierre-ès-Liens                                                                            | | À déterminer | à géolocaliser                   | Poilu mourant (monument aux morts) |
| Monument aux morts                                                                                            | À déterminer                           | Tournehem-sur-la-Hem      | À déterminer | | À déterminer | à géolocaliser                   | Monument aux morts« Monument aux morts de Tournehem-sur-la-Hem », sur Wikipasdecalais |
| Monument aux morts                                                                                            | À déterminer                           | Vendin-lès-Béthune        | À déterminer | | À déterminer | à géolocaliser                   | Monument aux morts |
| Monument aux morts                                                                                            | À déterminer                           | Wicquinghem               | À déterminer | | À déterminer | à géolocaliser                   | Monument aux morts |
| Poilu au repos (monument aux morts)                                                                           | Copie d'après Étienne Camus            | Wissant                   | Devant la mairie, sur la place du général de Gaulle, à l'intersection de la rue Gambetta et de la rue Louis Pergaud | | 1922         | 50° 53′ 07″ nord, 1° 39′ 47″ est | Monument aux morts de Wissant |
| Monument aux morts                                                                                            | Copie d'après Pierre Lorenzi           | Witternesse               | À déterminer | | À déterminer | à géolocaliser                   | Monument aux morts |
| Monument aux morts                                                                                            | À déterminer                           | Wittes                    | À côté de la mairie                                                                                                 | | À déterminer | à géolocaliser                   | Monument aux morts |
| Monument aux morts                                                                                            | À déterminer                           | Zouafques                 | Dans le cimetière                                                                                                   | | À déterminer | à géolocaliser                   | Monument aux morts |
| Monument aux morts                                                                                            | À déterminer                           | Zutkerque                 | À côté de l'église Saint-Martin                                                                                     | | À déterminer | à géolocaliser                   | Monument aux morts |

## Monuments disparus ou retirés
| Œuvre                                                    | Auteur                               | Commune          | Localisation                                                               | Notes | Installation | Coordonnées    | Illustration    |
| -------------------------------------------------------- | ------------------------------------ | ---------------- | -------------------------------------------------------------------------- | --- | ------------ | -------------- | --------------- |
| Poilu écrasant l'aigle allemand (d) (monument aux morts) | Copie d'après Charles-Henri Pourquet | Auchy-lès-Hesdin | Près de l'église Saint-Georges, dans la partie haute de l'ancien cimetière | Érigé devant l'église Saint-Georges en 1920. Déboulonnée par les autorités allemandes en 1940, expédiée en Allemagne et fondue. La statue La résistance est érigée en remplacement sur le piédestal en 1950. | 1925         | à géolocaliser | Image manquante |